# Marie Laurencin
Marie Laurencin (Parigi, 31 ottobre 1883 – Parigi, 8 giugno 1956) è stata una pittrice, artista e illustratrice francese.
Fece da modella per alcuni artisti, tra cui Rousseau il Doganiere, e fu musa di Guillaume Apollinaire.

## Biografia
Nel 1907 espose per la prima volta al Salon des Indépendants. Nello stesso anno Picasso le fece conoscere Apollinaire. Da questo incontro nacque un legame passionale e tumultuoso che durò fino al 1912. Nel 1914 sposò il barone Otto von Wätjen. La coppia si spostò in Spagna dopo la dichiarazione di guerra, prima a Madrid e poi a Barcellona. Qui l'artista frequentò Sonia e Robert Delaunay, grazie ad un incontro organizzato da Francis Picabia, per il quale ella compose poesie, pubblicate poi dalla rivista Dada nel 1917. Tornò a Parigi nel 1920.
Il suo stile fu sempre caratterizzato da un impiego particolare di colori fluidi e dolci, da una composizione semplice, e da una predilezione per certe forme femminili longilinee e graziose. Questo le permetterà di occupare presto un posto privilegiato nel cuore della Parigi mondana degli anni venti.
Strinse legami profondi e fecondi con numerosi scrittori dei quali illustrò le opere: tra i tanti, André Gide, Max Jacob, Saint-John Perse, Marcel Jouhandeau e Jean Paulhan; di molti altri del passato (es. Lewis Carroll) curò l'iconografia, nelle edizioni dei principali capolavori. 
Divenuta ritrattista ufficiale dell'ambiente mondano femminile (Nicole Groult, Coco Chanel) degli anni '20, Marie Laurencin lavorò anche come decoratrice per il balletto Les Biches di Bronislava Nijinskaja, su musica di Francis Poulenc (1924), poi per l'Opéra-Comique, la Comédie-Française e alcuni balletti di Roland Petit al Théâtre des Champs-Elysées.
Morì a 72 anni, nella propria abitazione, per arresto cardiaco.